# ミシェル・ルソー
ミシェル・ルソー（Michel Rousseau、1936年2月5日 - 2016年9月22日）は、フランス、パリ出身の自転車競技（トラックレース）選手。

## 経歴
1956年
- メルボルンオリンピック
  -  スプリント 優勝
- トラックレース世界選手権 アマスプリント 優勝
- グランプリ・ド・パリ アマ部門 優勝

1957年
- トラックレース世界選手権 アマスプリント 優勝

1958年、プロ転向
- トラックレース世界選手権 プロスプリント 優勝。
  - 決勝で、1952年ヘルシンキオリンピック・スプリント金メダリスト、エンツォ・サッキを下した。

1959年
- トラックレース世界選手権 プロスプリント 2位。
- フランス選手権 スプリント 優勝

1960年
- フランス選手権 スプリント 優勝

1961年
- トラックレース世界選手権 プロスプリント 2位。
- フランス選手権 スプリント 優勝

1962年
- フランス選手権 スプリント 優勝

1967年
- フランス選手権 スプリント 優勝